# Carl Walz
Pour les articles homonymes, voir Walz.
Carl Erwin Walz  est un astronaute américain né le 6 septembre 1955.

## Vols réalisés
- Discovery STS-51, lancée le 12 septembre 1993 (durée : 9 jours, 22 heures et 12 minutes)
- Columbia STS-65, lancée le 8 juillet 1994 : nouveau record de durée de vol d'une navette spatiale américaine avec une mission de plus de 15 jours.
- Atlantis STS-79, lancée le 16 septembre 1996. Amarrage avec la station Mir, battant ainsi le record de l'époque de la plus grande masse en orbite (masse conjointe de la navette et de la station).
- Carl Walz fait partie de l'Expedition 4, lancée le 5 décembre 2001 par STS-108. Il séjourne plus de 196 jours à bord de l'ISS (battant ainsi le record américain de durée de vol) et retourne sur terre le 19 juin 2002, à bord de la mission Endeavour STS-111.